# پیشگیرنده شعله
پیشگیرنده‌های شعله ترکیب‌هایی اند که به برخی مواد تولیدی مانند پلاستیک و پارچه افزوده می‌شوند یا به صورت روکش یا رویهٔ یک سطح بکار می‌روند تا پدیداری شعله را به تاخیر بیندازند یا مانع از ایجاد آن شوند و در نتیجه از گسترش آتش جلوگیری کنند. این مواد ممکن است با مواد پایه مخلوط باشند (پیشگیرندهٔ شعلهٔ افزودنی) یا به صورت شیمیایی به آن پیوند خورده باشند (پیشگیرندهٔ شعلهٔ واکنشی) پیشگیرنده ی‌های شعلهٔ معدنی معمولاً به صورت افزودنی یافت می‌شوند درحالی که ترکیب‌های آلی هالوژن (ارگانوهالوژن) و  ترکیب‌های آلی فسفر (ارگانوفسفر) می‌توانند به صورت افزودنی یا واکنشی باشند.
مصرف سالانهٔ پیشگیرنده‌های شعله بیش از ۱٫۵ میلیون تن در سال است که نزدیک به ۱٫۹ میلیارد یورو (۲٫۴ میلیارد دلار آمریکا) از فروش آن درآمد بدست می‌آید.
در سال ۲۰۰۸ مصرف ایالات متحده، اروپا و آسیا ۱٫۸ میلیون تن از این ماده به ارزش ۴٫۲۰ تا ۴٫۲۵ میلیارد دلار آمریکا بوده‌است. بر اساس تحقیقات Ceresana به دلیل بالا رفتن سطح استانداردهای ایمنی در سراسر جهان مصرف پیشگیرنده‌های شعله رو به افزایش است. در سال ۲۰۱۰ آسیا-اقیانوسیه با داشتن سهم ۴۱٪ از تقاضای جهانی بزرگترین بازار این محصول بوده‌است و پس از آن آمریکای شمالی و اروپای غربی قرار داشته‌اند.

## انواع
پیشگیرنده‌های شعله را می‌توان در چند دسته قرار داد:
- پیشگیرنده‌های معدنی مانند آلومینیم هیدروکسید (ATH)، منیزیوم هیدروکساید (MDH)، هانتیت و هیدرومنیزیت، انواع هیدرات، فسفر قرمز و ترکیب‌های بور به ویژه سدیم متابورات.[۴][۵][۶][۷][۸]
- ترکیب‌های آلی هالوژنی (اورگانوهالوژن): این دسته دربردارندهٔ ترکیبات آلی کلر مانند مشتقات کلورندیک اسید و پارافینهای کلری شده، ترکیب‌های آلی بور مانند دکابرمو دی‌فنیل اتر (decaBDE)، دکادی‌برمودی‌فنیل اتان (جایگزینی برای decaBDE)، ترکیب‌های برمی پلمیری مانند پلی‌استیرن‌های برمی، کربنات الیگومر برمی (BCO)، اپوکسی الیگومر برمی (BEO)، تترابرموفتالیک انیدرید، تترابرموبیس‌فنول ای (TBBPA) و هگزابرموسیکلودودکان (HBCD). بیشتر ولی نه همهٔ پیشگیرنده‌های هالوژنی با یک مادهٔ کمکی همراه می‌شوند تا بازدهی شان بالاتر رود. در این میان تری‌اکسید آنتیموان به فراوانی بکار می‌رود همچنین دیگر شکل‌های آنتیموان مانند پنتواکسید و سدیم آنتیموان هم کاربری دارند.
- ترکیب‌های آلی فسفر: این دسته دربردارندهٔ ارگانوفسفات‌ها مانند تری‌فنیل فسفات (TPP)، دی‌فنیل فسفات (RDP)، بیسفنول آ دی‌فنیل فسفات (BADP)، و تری کرسیل فسفات (TCP)، فسفونات مانند دی‌متیل متیل‌فسفونات (DMMP)، و فسفینات مانند آلومینیم دی‌اتیل فسفینات است.[۹][۱۰] در دستهٔ مهمی از پیشگیرنده‌ها، ترکیبات دربردارندهٔ هر دوی فسفر و هالوژن است. از جملهٔ این ترکیب‌ها می‌توان به تریس (۲٫۳-بروموپروپیل) فسفات (تریس برمی شده) و ترکیب‌های آلی فسفر کلری شده از جمله تریس (۱٫۳دی کلرو-۲-پروپیل) فسفات (تریس کلری شده یا TDCPP) و تترکیس(۲-کلراتیل) دی‌کلرو ایزوپنتیل دی‌فسفات (V6) اشاره کرد.[۹]

## ساز و کار
ساز و کار پایهٔ پیشگیرنده‌های شعله بسته به نوع آن‌ها و لایهٔ زیرین می‌تواند متفاوت باشد. هر دو پیشگیرندهٔ افزودنی و واکنشی می‌توانند در بخار (حالت گازی) یا فاز فشرده (جامد) عمل کنند.

### واکنش گرماگیر
برخی ترکیب‌ها هنگامی که در برابر دمای بالا قرار می‌گیرند به صورت گرماگیر شکسته می‌شوند. هیدروکسید منیزیم و آلومینیم با هم با کربنات‌های گوناگون و هیدرات‌هایی مانند آمیخته‌ای از هانتیت و هیدرومنیزیت نمونه‌ای از این ترکیبات‌اند. این واکنش باعث گرفته شدن گرما از لایهٔ زیرین می‌شود. استفاده از هیدروکسیدها و هیدرات‌ها به دلیل دمای شکسته شدن پایین شان، محدود است (کاربرد این مواد بیشتر در پلی الفین برای پوشش کابل‌ها و سیم‌ها است).

### حفاظت گرمایی (فاز جامد)
یک راه پیشگیری از گسترش شعله بر روی مواد، ایجاد حفاظ گرمایی میان بخش‌های سوخته و نسوخته است. در این حالت معمولاً از افزودنی‌های آماسه (حجم زا) استفاده می‌شود. نقش آن‌ها این است که پلیمر را مانند زغال کند و میان شعله و مصالح فاصله بیندازد و انتقال گرما به سوخت مصرف نشده را به تاخیر بیندازد. پیشگیرنده‌های آلی فسفات غیر هالوژنی با ایجاد یک لایهٔ پلیمری از اسید فسفریک این ساز و کار را اجرا می‌کنند.

### رقیق‌سازی فاز گازی
گازهای راکد (بیشتر کربن دی‌اکسید و آب) که در اثر تجزیهٔ گرمایی برخی مواد تولید شده‌اند مانند یک رقیق ساز گازهای آتش‌گیر کار می‌کند و فشار جزئی آن‌ها و اکسیژن را پایین می‌آورد و سرعت واکنش را کم می‌کند.

### از میان بردن رادیکال آزاد فاز گازی
مواد کلری و برمی در اثر واکنش گرمایی هیدروژن کلرید و هیدروژن برمید یا در اثر حضور مواد کمکی مانند تری اکسید آنتیموان، هالیدهای آنتیموان آزاد می‌کنند. این مواد با رادیکال‌های آزاد H· و OH· که به شدت واکنش پذیرند وارد واکنش می‌شود و منجر به پدیداری یک مولکول بسیار غیرفعال و رادیکال‌های  Cl· یا Br· می‌شود. رادیکال‌های هالوژنی نسبت به H· یا OH· بسیار واکنش‌پذیری کمی دارند در نتیجه پتانسیل بسیار کمی در انتشار واکنش اکسید شدن رادیکالی احتراق دارند.